# Stazione di Serbariu
La stazione di Serbariu era una stazione ferroviaria a servizio dell'abitato di Serbariu, situata lungo la dismessa linea San Giovanni Suergiu-Iglesias nel territorio comunale di Carbonia.

## Storia

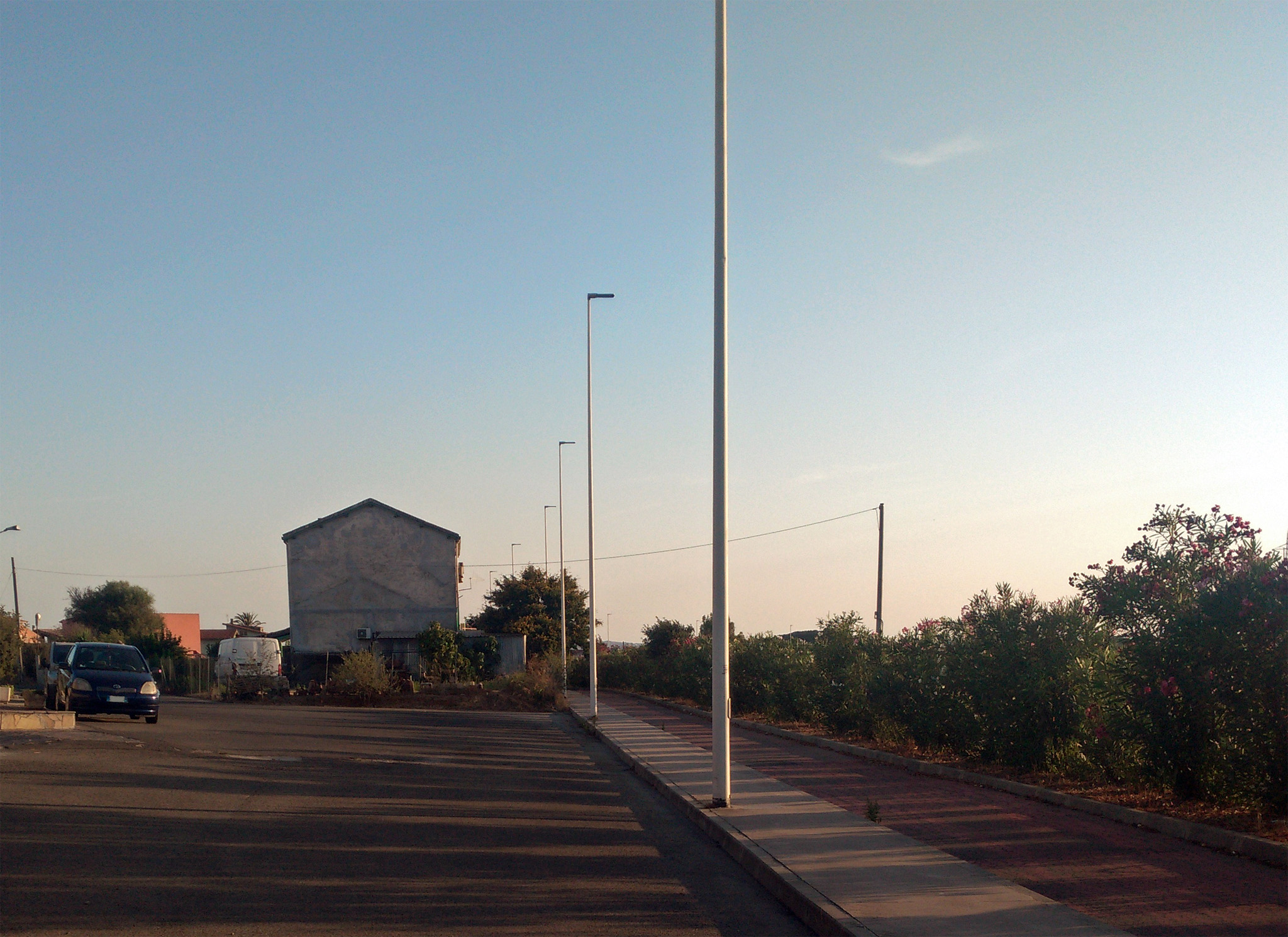
Vista dell'ex impianto in direzione San Giovanni Suergiu

La stazione fu costruita negli anni venti del Novecento nell'ambito della fase di realizzazione della rete ferroviaria a scartamento ridotto del Sulcis-Iglesiente portata avanti dalla Ferrovie Meridionali Sarde. I lavori di costruzione della linea e della stazione furono eseguiti tra il 1923 ed il 1926, ed entrambe furono inaugurate il 13 maggio 1926, con l'avvio del servizio ferroviario il 23 maggio successivo. La stazione fu costruita in località Is Meis per servire l'allora comune di Serbariu (il cui centro abitato era posto circa due chilometri a est) per il servizio viaggiatori e merci.

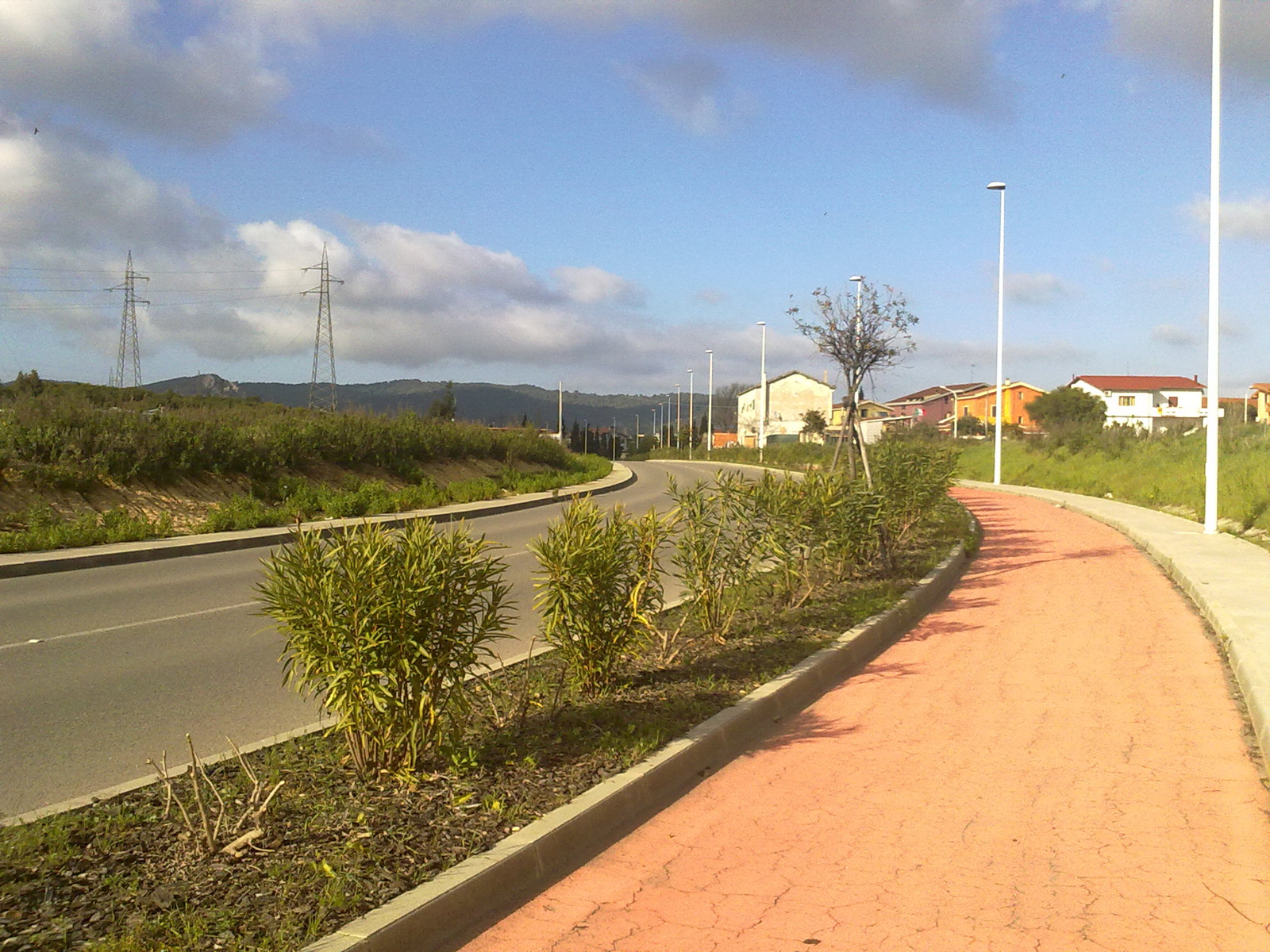
La stazione al momento della chiusura della rete FMS era da tempo priva di traffico

Gli eventi del decennio successivo nell'area incisero sulle sorti dell'impianto: l'apertura nelle vicinanze della miniera di Serbariu (posta a ridosso della ferrovia) e la costruzione della città di Carbonia, il cui nuovo comune assorbì quello di Serbariu nel 1937, portarono alla realizzazione di una nuova stazione ferroviaria delle FMS posta di fronte alla miniera a cui era inoltre raccordata. Con l'attivazione della stazione di Carbonia nel 1938, distante meno di un chilometro da quella di Serbariu, quest'ultima restò nel giro di pocò tempo priva di traffico passeggeri: dopo un periodo in cui in entrambi gli impianti fu mantenuto il servizio viaggiatori, la gran parte delle corse iniziò a saltare la sosta nello scalo. Nel 1942 solo alcuni treni merci e misti prevedevano ancora la sosta a Serbariu, fatto che cessò completamente nel dopoguerra, quando tutto il traffico delle FMS nel nucleo urbano della città mineraria fu accentrato nella stazione di Carbonia.
A partire dal 1940 e sino ai primi anni sessanta la stazione si trovò a essere inoltre compresa nel tronco a doppio binario che da Carbonia giungeva alla stazione di Sant'Antioco Ponti: per tale motivo i lavori di raddoppio portarono all'adattamento degli accessi ai binari dell'impianto.
Al momento della chiusura della San Giovanni Suergiu-Iglesias (1º settembre 1974) l'impianto era privo di traffici, successivamente venne disarmato mentre il fabbricato viaggiatori fu riconvertito in abitazioni private. Nella seconda metà degli anni duemila l'area un tempo occupata dai binari della stazione fu riutilizzata dal comune di Carbonia per la costruzione della via Aspromonte (Asse Passante Ovest).

## Strutture e impianti

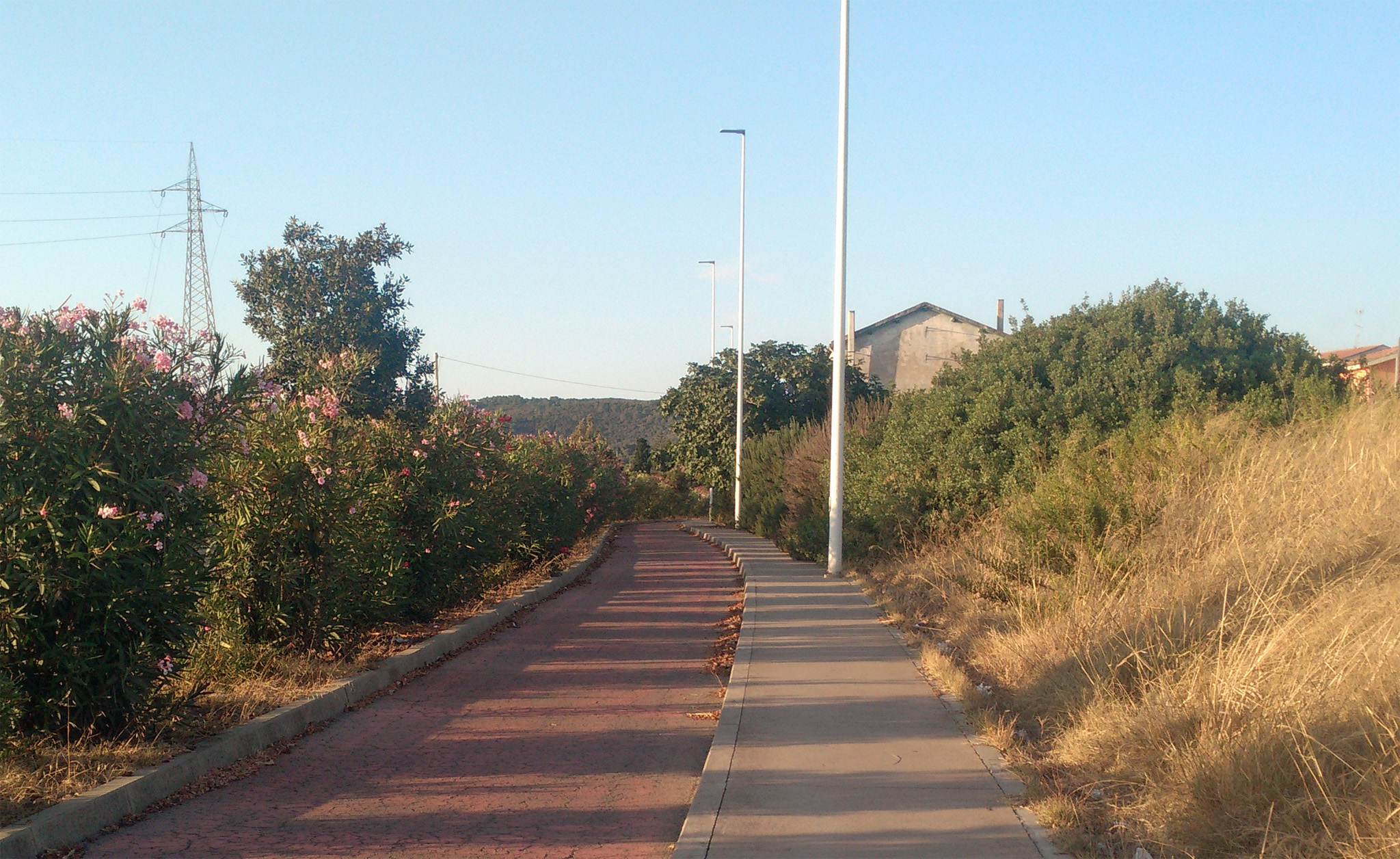
L'area che ospitava i binari della stazione, in buona parte riutilizzata dalla pista ciclabile realizzata sul vecchio sedime ferroviario verso San Giovanni Suergiu

Dopo la chiusura della San Giovanni Suergiu-Iglesias la stazione è stata completamente privata dell'infrastruttura ferroviaria, di cui non resta traccia.
Nei primi decenni di attività dell'impianto questo era dotato di due binari a scartamento da 950 mm, entrambi di corsa negli anni di esercizio a doppio binario. La stazione era inoltre dotata di un fabbricato viaggiatori, ancora esistente e in uso per fini residenziali, realizzato con le caratteristiche delle costruzioni di seconda classe delle FMS e avente pianta rettangolare, estensione su due piani, tetto a falde in laterizi e tre accessi sul lato binari. La gestione dell'attività ferroviaria nello scalo era a cura del locale Dirigente Movimento.

## Movimento
Nei primi decenni di attività la stazione era servita dai treni viaggiatori e merci delle FMS.

## Servizi

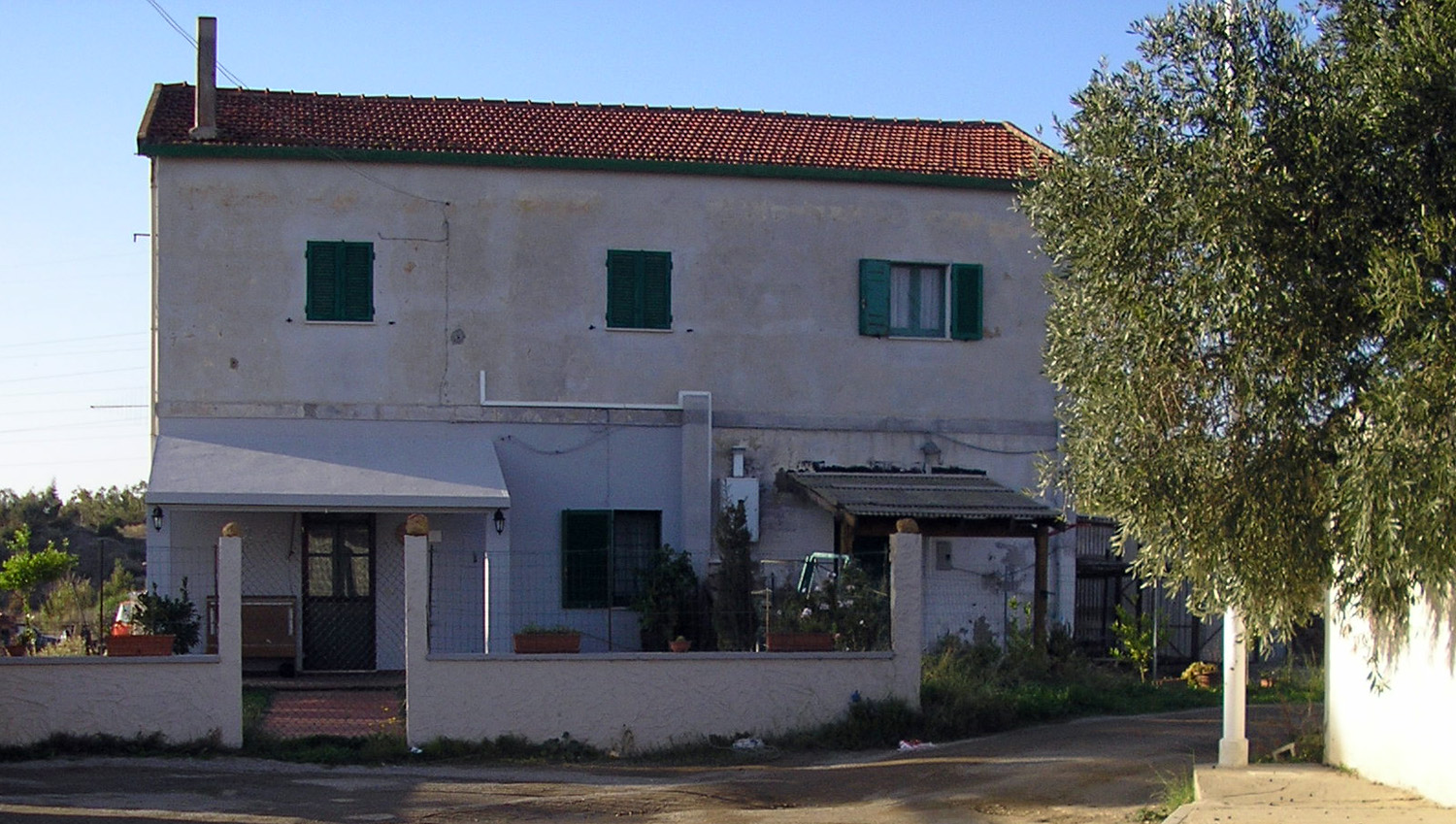
Il fabbricato viaggiatori visto da quella che era la sua strada di accesso, denominata via Stazione Vecchia

La stazione era dotata di biglietteria e sala di aspetto nel periodo in cui era abilitata al servizio viaggiatori.
- Biglietteria a sportello
- Sala d'attesa